# Von Gimborn Arboretum

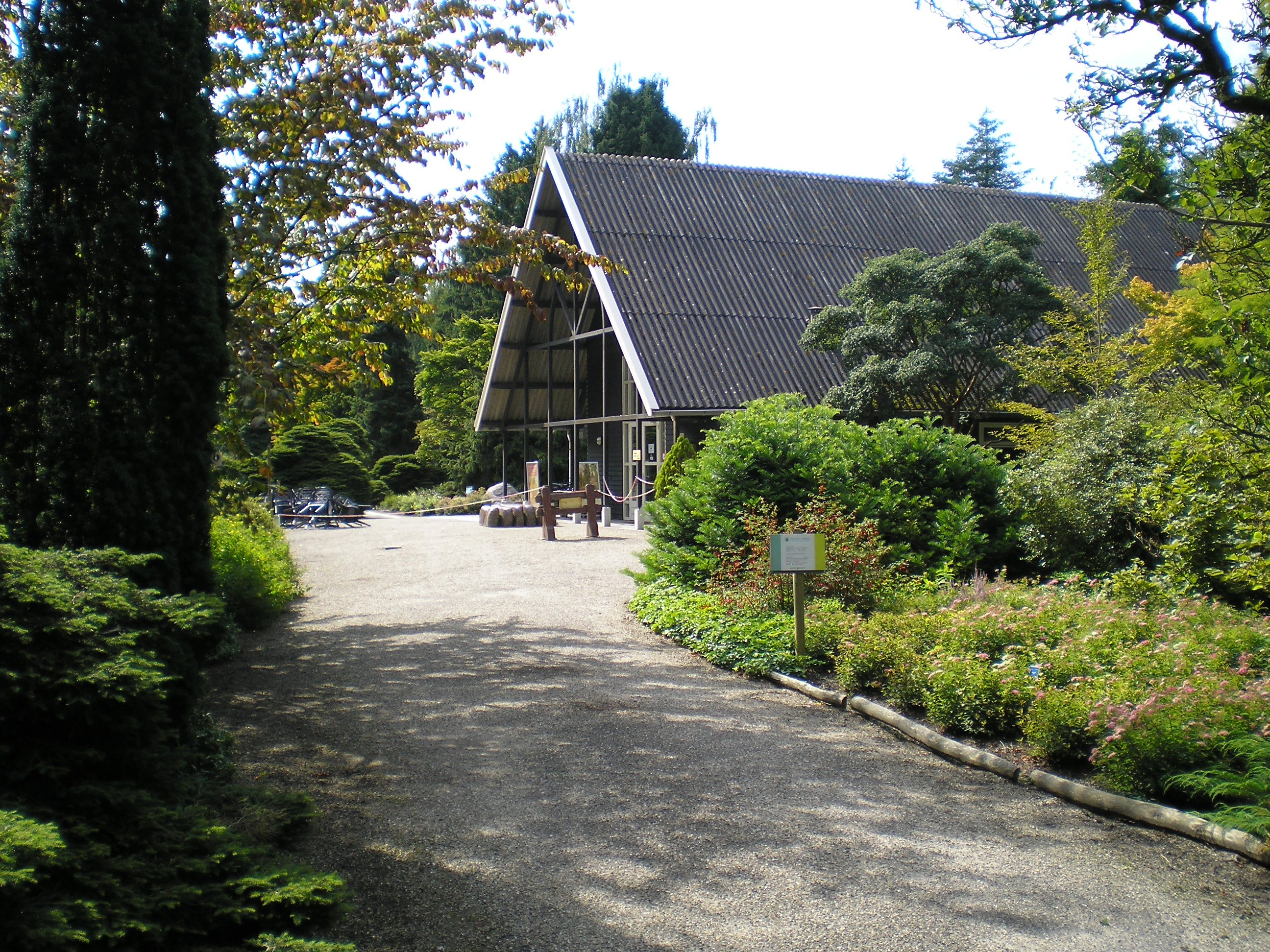

Das Von Gimborn Arboretum ist ein botanischer Garten im niederländischen Dorf Doorn (Gemeinde Utrechtse Heuvelrug). Er wird auch als Nationales Baummuseum Gimborn bezeichnet.

## Geschichte
Die Geschichte des Gartens begann als Privatbesitz des deutschen Industriellen Max von Gimborn, der mit der Produktion von Tinte vermögend geworden war. Er kaufte im Jahr 1924 ein Grundstück von 47 Hektar, und der Landschaftsarchitekt Gerard Bleeker begann mit der Einteilung des Gartens. Angeregt wurde er durch englische Parkgärten. Nach dem Tod von Max von Gimborn wurde das Arboretum 1965 an die Universität Utrecht verkauft und gehörte zum dortigen botanischen Garten (ca. 18 km entfernt). Im Jahr 1981 wurde der Park für die Öffentlichkeit teilweise zugänglich. Im Jahr 2009 übertrug die Universität den Garten an eine private Stiftung zum symbolischen Kaufpreis von 1 Euro. Der Park besitzt eine weltberühmte Sammlung an Bäumen und Sträuchern. Ziel der Stiftung ist es, diese Sammlung zu bewahren, insbesondere die seltenen Sorten.